# Assut del Repartiment
L'assut del Repartiment també anomenat assut de la Cassola és el nou assut construït amb motiu de les obres del Pla Sud per al repartiment de les aigües de les séquies de la Vega de València (País Valencià) afectades pel Nou Llit del Túria.

## Dades
Està situat en terme municipal de Quart de Poblet, en les proximitats del terme de Mislata. Es disposa perpendicular al sentit de circulació de les aigües del riu per tal d'elevar-lo per a les preses de les séquies de reg. Té dues parts diferenciades: el tram d'aigües baixes està compost per un abocador de perfil Creager de 99 m de longitud, construït a la cota 30 msnm; el tram d'aigües altes és una rampa d'abocament de 99 m d'amplada apta per a la circulació de grans cabals, iniciada 2 metres més alta que l'abocador Creager, a la cota 32 msnm.

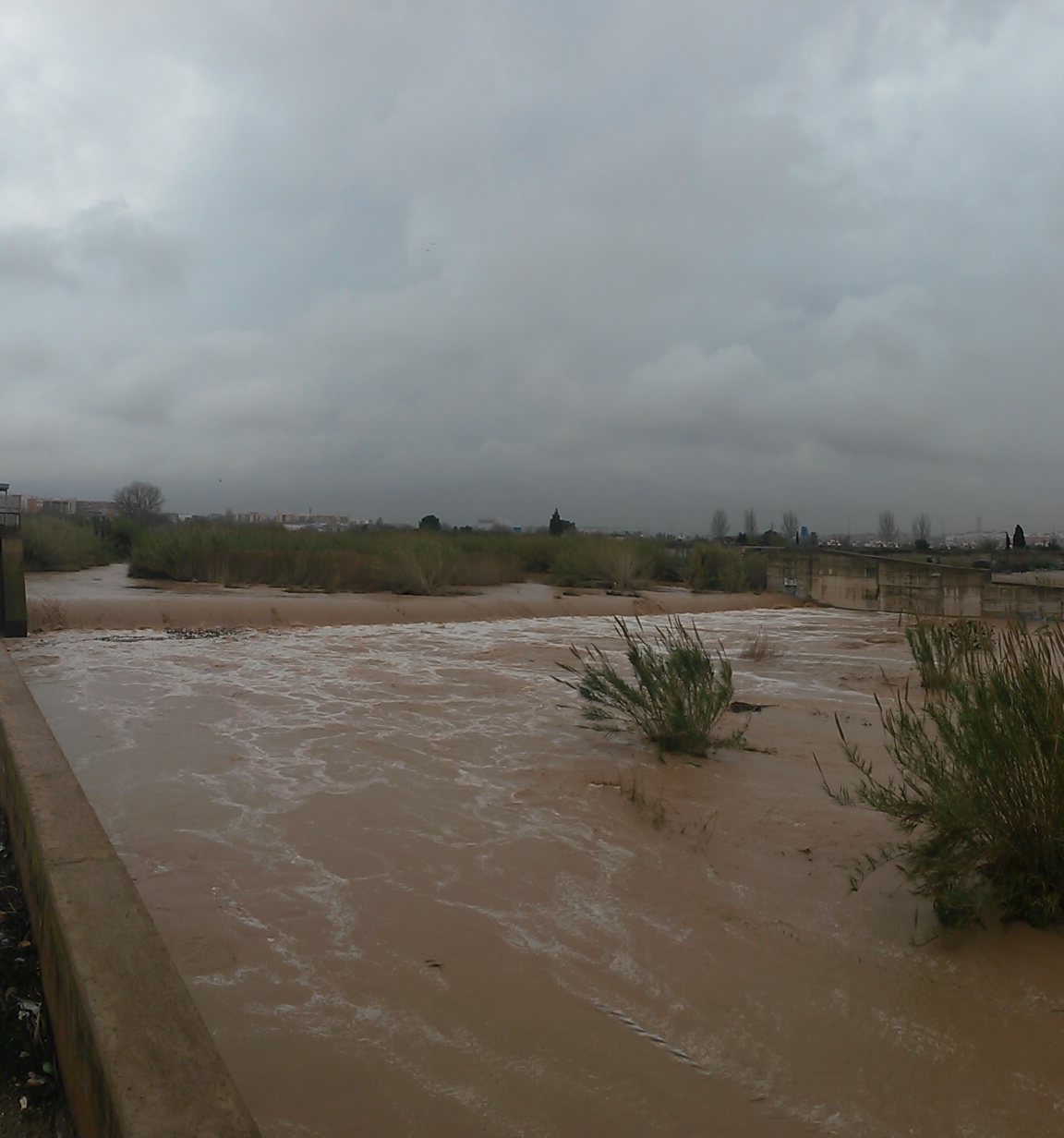
L'Assut el 24 de març de 2015, després d'unes fortes pluges.

Està dissenyat per actuar com un abocador de funcionament submergit per a una àmplia gamma de cabals, entre 0 i 5.000 metres cúbics per segon (la qual cosa suposaria un nivell d'aigua d'uns 6 m aigües amunt sobre el nivell de l'assut baix). Constitueix l'obra de capçalera de la canalització de defensa d'avingudes del riu Túria anomenada Pla Sud. En el marge dret de l'assut hi ha una comporta de desguàs de fons, de 3,5 m d'ampla i 4 m d'alçada, que permet buidar l'assut completament, ja que la seva base està a la cota 23,5 msnm.
En el marge dret de l'assut se situa la càmera de repartiment de distribució de les aigües de les séquies de l'Horta de València. Allí es troben a l'esquerra les preses de les séquies de Rascanya, Rovella i Favara marge esquerre, i al capdavant, les preses de Favara marge dret i la de la Séquia de l'Or. Per dins de l'obra de l'assut, concretament sota de la rampa de trencament de sortida de l'abocador Creager, discorren les tres conduccions dels sifons de les séquies de Rascanya, Rovella i Favara marge esquerre, que creuen el nou llit del Túria per donar els cabals a les séquies del marge dret del curs històric del Túria que van quedar a l'esquerra en el nou. Per tal de repartir les aigües d'acord amb els drets històrics, les cotes de les preses es distribueixen de la següent manera: a la cota 28,58 msnm està la de la séquia de Favara marge dret, en la cota 28,70 msnm estan les de Rascanya, Rovella i Favara marge esquerre, en la cota 28,99 msnm està la presa de la séquia de l'Or, que només té dret històric a les aigües sobrants del reg de les altres séquies.